# Hans Hansson i Stocksäter
Hans Hansson (i riksdagen kallad Hansson i Stocksäter), född 27 maj 1893 i Bollnäs, död där 16 januari 1978, var en svensk lantbrukare och riksdagsman. Hans Hansson var ledamot av riksdagens andra kammare för Gävleborgs läns valkrets från den 6 december 1939 till urtima riksmötet 1940.